# Kostel Zvěstování Panny Marie (Klášterec)
Kostel Zvěstování Panny Marie v Klášterci je gotickou stavbou ze 14. století, s pozdějšími úpravami. Kostel byl v roce 1958 zapsán na seznam kulturních památek.

## Historie
Písemná zmínka o benediktinském klášteře ve zdejší řídce obydlené krajině je z roku 1349, ale založen byl již koncem 13. století jako pobočný konvent opatství v Postoloprtech. Takové pobočky, tzv. celly (klášterce), zřizovali opati klášterů na příhodných místech pro mnichy, kteří chtěli žít jako poustevníci, nebo chtěli pracovat a starat se o pocestné. Jeho název byl Cella Janua vitae Mariae, tj. klášter Panny Marie, brány života. Ten byl za husitských válek velmi poničen, zaniká ve druhé polovině 15. století. Zbytky klášterních zdí byly na hřbitově patrny ještě v 19. století, stejně jako zbytky sklepních prostorů kláštera. Fara byla spolu s klášterem v roce 1351 připojena k tehdy zřízenému biskupství litomyšlskému, naposledy je připomínána v r. 1628, znovuobnovená byla v r. 1914.
Po bývalém klášteře zůstal ve vsi kostel Zvěstování Panny Marie, který byl průběhu let několikrát přestavěn. Zachovány zůstaly některé prvky původní gotické stavby (portál v západní zdi lodi, sanktuárium v presbytáři a lomený výklenek s kamenným ostěním v jižní zdi lodi).
Památkou na klášter je gotická socha Madony s Ježíškem ze 70. let 14. století. Skulpturu z polychromovaného dřeva lze považovat za autentické dílo místní řezbářské dílny. Torzo Madony objevil ve třicátých letech 20. století v sakristii místní farář, který ji nechal na vlastní náklady restaurovat v muzeu v Bojkovicích. Zpět do Klášterce se již nevrátila a je součástí sbírek muzea v Bojkovicích. V kostele Zvěstování Panny Marie se nachází její replika, která byla posvěcena r. 2009 olomouckým arcibiskupem Janem Graubnerem.

## Popis
Kostel stojí uprostřed vsi na hřbitově, který je obehnán ohradní zdí z lomového kamene. Na západní straně je do zdi vestavěna zděná vstupní brána, krytá sedlovou střechou.
Kostel je jednolodní, orientovaný, obdélníkového půdorysu s rovným závěrem. K jeho severnímu okraji přiléhá přízemní čtyřboká stará sakristie (márnice) a k jihu novější sakristie s předsíní. Na západě přiléhá k jihozápadnímu nároží lodi hranolová, nahoru se mírně zužující věž, která měla původně protějšek v severní věži, ze které zbylo jen torzo v současném zdivu ve formě mohutného opěrného pilíře. Asymetrické umístění věže dává kostelu specifickou podobu. V přízemí věže je nízký vstup se segmentovým záklenkem, výše jsou dvě štěrbinová okna. Ve zvonicovém patře jsou čtyři okna s půlkruhovými záklenky a šambránami. Na valbové střeše mírného sklonu je nasazena cibule s makovicí a křížem. Vedle věže je v západní zdi lodi proražen zvýšený vchod na kruchtu. Hlavní vchod do kostela je v západním průčelí, další vstup je prolomen v severní části lodi. V jižní zdi lodi jsou prolomena čtyři okna se segmentovými záklenky. Střecha lodi je sedlová, nad presbytářem zvalbená.
Zaklenutý gotický presbytář ze 14. století je oddělen od lodi gotickým vítězným obloukem. Chrámová loď má dřevěný rovný strop s malovanými ornamentálními obdélníky, klenba presbytáře je vyzdobena dvěma medailony s obrazy Beránka božího a čtyř evangelistů. Levá (severní) strana kostela je bez oken a je na ní namalováno „české nebe“ se skupinovou malbou českých světců a znaky Čech, Moravy a Slezska. Kromě hlavního oltáře jsou zde boční oltáře zasvěcené Bolestné Panně Marii, sv. Josefu a Panně Marii.  V západní části lodi je na dřevěných sloupech postavena dřevěná kruchta s plným kazetovým parapetem. Varhany zhotovila v r. 1971 firma z Brna-Bohunic. V předsíni je umístěn stylizovaný obraz Bojkovické madony.
Zvon z roku 1656 má bohatou reliéfní výzdobu. Další zvon je z roku 1990, byl ulitý v dílně Marcely Dytrychové v Brodku u Přerova. Návrh plastické výzdoby zpracoval Otmar Oliva.